# グランゼコール準備級
グランゼコール準備級（グランゼコールじゅんびきゅう、フランス語: classes préparatoires aux grandes écoles、CPGE、classes prépas、prépas）とは、フランスのグランゼコールへの入学希望者が高校卒業後に所属する必要のある2〜3年間の特別準備学級である。通常はリセに置かれていて、フランスの高等教育課程である。大学1年と2年に相当し、18歳からの入学である。通称はプレパ（フランス語: prépas）である。
大体は公立で、バカロレア後、書類と推薦状とで選抜され、2年間または3年間、上級学校、特にグランゼコールやいくつかの高等商業学校 (écoles supérieures de commerce) の入学選抜試験の受験準備を学生にさせる準備学級である。準備学級にも様々なレベルがあり、名門の準備学級に入るのは難しく、2年目への進級も難関、そしてグランゼコール入学となるとその門はさらに狭くなる。2015 - 2016年度には85,938人の学生がCPGEに登録していた。
フランス国民教育省は1994年11月23日の省令で、CPGEを3つのカテゴリーに定義した。すなわち、文系、理系、経済・商学系である。また、高等美術学校や、音楽・舞踊・演劇芸術・工芸芸術などの上級教育機関（コンセルヴァトワール）へのCPGEもある。その入学選抜試験は往々にして非常に選別的である。

## グランゼコールへの入学試験
グランゼコールの入学を希望する生徒は、Classes préparatoires aux grandes écoles（CPGE, グランゼコール準備級）に所属する必要がある。CPGEに進学できる学生の数は限られており、そこからさらにグランゼコールに進学できる学生数も制限されている。
グランゼコールは理工系を中心に政治・経済・軍事・芸術に至るまで職業と関連した諸学について、フランスにおける最高クラスの教育が与えられる。卒業生は近代以降のフランス社会での支配階層を占めており、一例を挙げれば政治系グランゼコールであるフランス国立行政学院はこれまで数十名の大統領や首相を輩出してきた。ENAは大学卒業後難関の選抜試験に合格後入学する。敢えて比較するなら日本の大学院修士課程に相当するが、上位のグランゼコールには高等教育機関に所属するフランス国民の内、全体の数パーセントしか進学できないとされている。グランコール（Grand corps de l'État）に指定されている３校(ENA, ENS, École Polytechnique)などの上位のグランゼコール卒業後は、専攻した分野のエリートとして扱われ、実際に政・官・財・学すべての分野においてその卒業生が多数活躍している。
結果として、CPGEでは学生が非常に競争的な入学試験を受ける。このようにして選抜的な社会的エリート育成システムがとられている。
1974年頃以前は、余程優秀な学生を除き、労働者階級出身者は少なかった。これは準備学級への進学やグランゼコールの受験に要する費用が多大で教育環境の整備が必要だったため、結果的に有産者階級や知識人層家系の出身者が大多数を占めていたことによる。学生はこのCPGEで2年間勉学を行うが、1年次から2年次への進級は難しくかつ卒業も難関であり、グランゼコールを目指す者は「太陽を見ることがない」と言われるほどの猛勉強をすることとなる。そのためCPGEの学生はモグラと揶揄されることもある。

## 有名なCPGEの一例
- 準備校はフランス各地に数多くあるが、名門とされる準備クラスは、パリ市内には多数、それぞれの地域圏に１校がフランス政府に指定されている。

- パリ(Lycée Henri IV, Lycée Louis Le Grand, Lycée Stanislas, Lycée Saint-Louis, Lycée Janson de Sailly, Lycée Fénelon, Lycée Montaigne)
- ヴェルサイユ (Lycée privé Sainte-Geneviève)
- マルセイユ (Lycée Thiers)
- リヨン(Lycée du Parc, Aux Lazaristes)
- ストラスブール (Lycée Kléber)
- ボルドー (Lycée Michel-Montaigne)
- ディジョン (Lycée Carnot)
- ニース (Lycée Masséna)
- リール (Lycée Faidherbe)
- トゥールーズ (Lycée Pierre-de-Fermat)
- レンヌ (Lycée Chateaubriand)
- グルノーブル (Lycée Champollion)